# Komarov (vulkaan)
De Komarov (Russisch: Комаров) of Komarova (Комарова) is een langgerekte stratovulkaan in het zuidoostelijk deel van het Russische schiereiland Kamtsjatka, nabij het schiereiland Kronotski. De vulkaan bevindt zich in het midden van de Gamtsjenrug en verloopt in noordwestelijke richting. De 2070-meter hoge Komarov meet 5 bij 8 kilometer en bevat aan de top en de zuidoostelijke helling een vreemdvormige in zuidoostelijke richting verlopende caldera van 2,5 bij 4 kilometer met daarin een jonge tweelingkegel met lavastromen en twee koepelvulkanen. Aan de west- en oostzijde van de caldera bevinden zich langgerekte Holocene lavastromen (veroorzaakt door lahars).
De Komarov zelf is een relatief jonge pyroclastische kegel die zich aan de westzijde van de caldera bevindt. De vulkaan telt twee kraters; een topkrater en een adventiefkrater aan de oostzijde. De topkrater heeft de vorm van een zinkgat en is open aan de zuidoostzijde. De krater heeft een diepte van 60 tot 70 meter en een diameter van ongeveer 300 meter.
De vulkaan van voor de caldera bestaat uit een complex van basalt met de fenocrysten plagioklaas, olivijn en pyroxeen. De jonge koepel aan de basis bestaat uit andesiet en basalt aan de basis en het overige deel uit di-pyroxene andesieten met grote pyroxenen met aanhechtingen van plagioklaas en clino- en orthorombische pyroxenen.

## Activiteit
De Komarov begon haar uitbarstingsgeschiedenis rond 450, nadat de activiteit van de iets noordelijker gelegen vulkaan Vysoki was geëindigd. Er zijn geen historische uitbarstingen bekend, maar de top is sterk veranderd als gevolg van hydrothermale activiteit. Fumarolen en solfatares komen voor in de krater van de jonge kegel en op de noordelijke en helling ervan, alsook op dezelfde hellingen van de vulkaan van voor de caldera. Zwakkere solfatares komen voor op de zuidelijke helling van de oude kegel en in de adventiefkrater. De vulkaan stoot vooral waterdamp uit.